# Rotbauchunken-Vorkommen Strothe/Almstorf
Rotbauchunken-Vorkommen Strothe/Almstorf este o arie protejată (sit de importanță comunitară — SCI) din Germania întinsă pe o suprafață de 202,6 ha, integral pe uscat.

## Localizare
Centrul sitului Rotbauchunken-Vorkommen Strothe/Almstorf este situat la coordonatele 53°05′51″N 10°42′13″E / 53.0975°N 10.7036°E.

## Înființare
Situl Rotbauchunken-Vorkommen Strothe/Almstorf a fost declarat sit de importanță comunitară în ianuarie 2005 pentru a proteja 2 specii de animale.

## Biodiversitate
Situată în ecoregiunea atlantică, aria protejată conține 1 habitat natural: Lacuri eutrofice naturale cu vegetație de tip Magnopotamion sau Hydrocharition.
La baza desemnării sitului se află mai multe specii protejate de  amfibieni (2): buhai de baltă cu burta roșie (Bombina bombina), triton cu creastă (Triturus cristatus).
Pe lângă speciile protejate, pe teritoriul sitului au mai fost identificate 1 specie de plante, 3 specii de amfibieni.